# Giovanni Maria Cecchi
Giovanni Maria Cecchi (1518–1587) fue un poeta, dramaturgo, escritor y notario italiano, perteneciente al círculo de los Médici.
Nacido en Florencia, Cecchi suele inspirarse en obras clásicas, aunque a veces también se deja influir por acontecimientos de su tiempo.
Fue un escritor muy prolífico, pero entre sus trabajos más destacados merece la pena destacar el Sommario de' magistrati di Firenze [di ser Giovanni Maria Cecchi] (1562) y Per una storia istituzionale dello Stato fiorentino, un tratado de historia local. Igualmente, también destacan algunas de sus farsas y sus comedias de temática religiosa.

## Vida
Gran amante de su ciudad natal, Florencia, Cecchi vivió de joven el asedio de 1530, momento en el que su padre fue asesinado por un tal Fabrino del Grillo da Castagno. Igualmente, fue testigo de la caída de la República y del regreso de los Médici, vio cómo en 1537 era asesinado Alejandro de Médici y cómo éste era sucedido por un miembro de una rama menor de la familia, Cosme I de Médici. Todos estos hechos, sin embargo, apenas dejaron huella en su obra y, si se refiere a ellos, lo hace siempre de una manera muy útil, como si se refiriera a un tiempo ya pasado.
Trabajó buena parte de su vida como notario y se conservan algunas de los casos en los que trabajó entre 1547 y 1577. Sin embargo, también ocupó importantes cargos públicos: fue dos veces procónsul y canciller de los  Maestri di Contratto. Asimismo, participó en el comercio de la lana, lo que le rindió pingües beneficios.

## Obras
Cecchi siempre manifestó una gran interés por la lengua. Fruto de esa preocupación, publicó en 1557 una Dichiarazione di motti, proverbi, detti e parole della nostra lingua (reeditada por Fiacchi, en Florencia, en 1820). Se trata de un trabajo muy útil para conocer cómo era la lengua que se hablaba en la Florencia de su tiempo.
En 1575 redactó un libro Delle cose della Magna, Fiandra, Spagna, e regno di Napoli, frutto di studî, non di osservazioni originali e di viaggi (reeditado por Zambrini, en Bolonia, en 1867). Menos interesante y con algunas lagunas académicas es su Lezione o vero Cicalamento del maestro Bartolino del Canto de' Bischeri sul sonetto del Berni «Passeri e beccafichi» (Florencia, 1582).
Cecchi también compuso numerosas poesías, recogidas por Dello Russo (Nápoles, 1866). Pero, sobre todo, es recordado por su producción teatral, que suma medio centenar de obras, entre comedias, dramas, farsas espirituales... La mayor parte de sus comedias se inspiran en originales latinos, de Plauto y de Terencio: I Dissimili, en los Adelphi de Terencio; La Moglie, en los Menecmos y el Trinummus de Plauto y en la Andrya de Terencio; Gli Sciamiti, en la Mostellaria de Plauto. No obstante, también escribió comedias relativamente originales, como L'Assiuolo, inspirada en un caso que había tenido lugar en Pisa, o como Il Diamante, basado en un «caso ocurrido aquí en Florencia no hace mucho tiempo». A continuación, se ofrece una lista de obras de Cecchi que, sin pretender ser exhaustiva, da idea de lo prolífico que fue este autor:
- La Dote
- La Moglie
- Il Corredo
- La Stiava
- Il Donzello
- Gli Incantesimi
- Lo Spirito
- L'ammalata
- Il Servigiale
- Il Medico
- La Macaria
- I Dissimili
- I Rivali
- L'Assiuolo
- Il Diamante
- Le Pellegrine
- Le Cedole
- Gli Sciamiti
- Le Maschere
- I Contrassegni
- Il Debito